# Denkmal zur Erinnerung an den Flugzeugabschuss über Jetzendorf

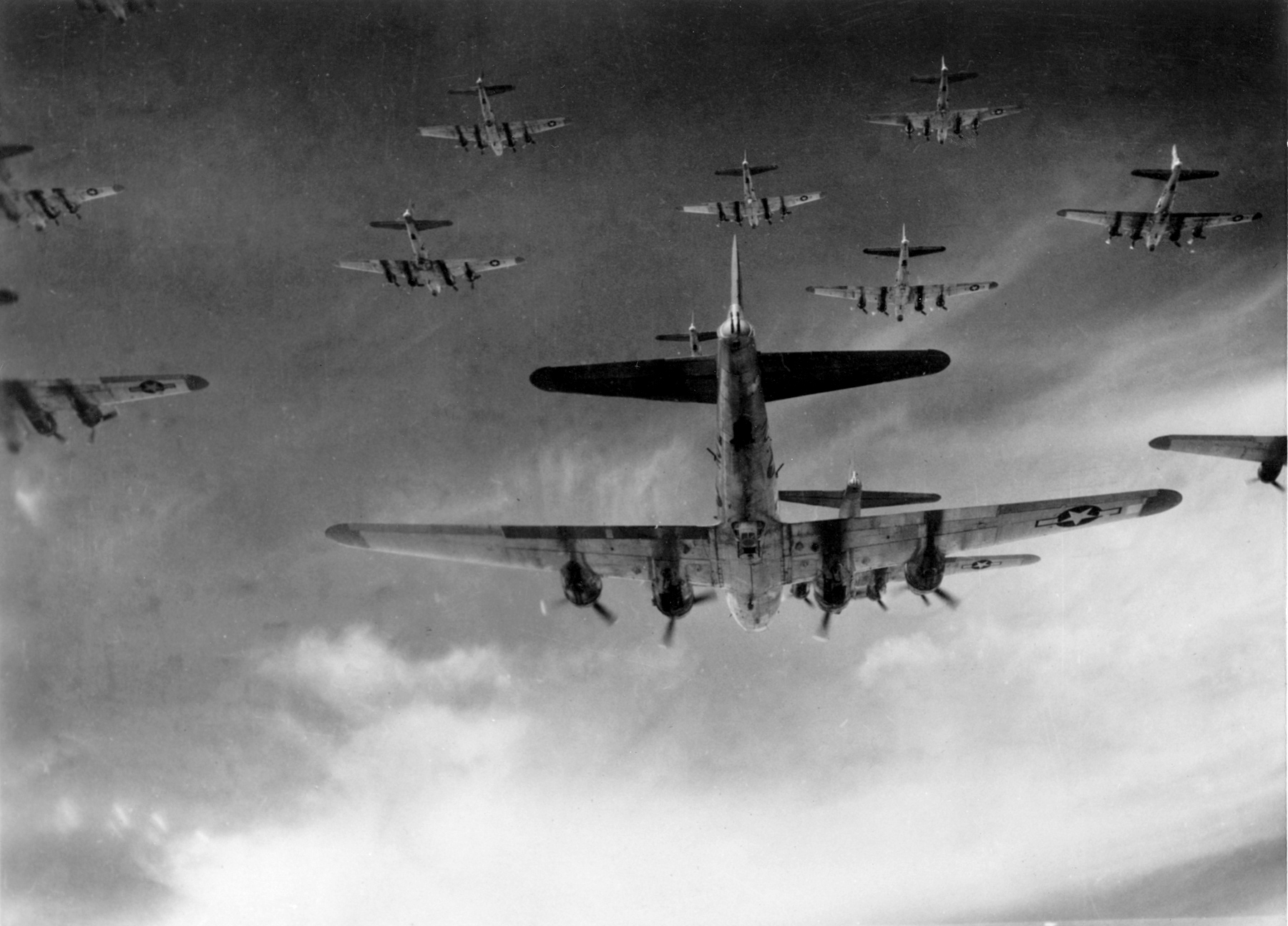
B-17 Bomber in Formation

Das Denkmal zur Erinnerung an den Flugzeugabschuss über Jetzendorf  erinnert an den  Flugzeugabsturz der B-17G  „The Character“ der United States Army Air Forces am 14. April 1944. Das Flugzeug, eine Flying Fortress mit der Seriennummer 42-40016, wurde bei einem groß angelegten Luftangriff der Alliierten auf strategische Ziele in Deutschland über Augsburg von feindlichem Feuer getroffen und geriet in Brand.

## Ereignis
Die letzte Mission der B-17 „The Character“ fand am 13. April 1944 statt. Das Flugzeug war eines von 20 Maschinen der 96th Bomb Group, die Teil des sogenannten  „vierblättrigen Angriffs“ der 8. US-Luftflotte auf verschiedene militärische und industrielle Ziele in Deutschland waren. Ziele waren Flugzeugwerke in Augsburg und Oberpfaffenhofen, militärische Anlagen in Lechfeld sowie eine Kugellagerfabrik in Schweinfurt. Insgesamt nahmen mehr als 500 Bomber und 750 bis 1.000 Begleitjäger an der Mission teil, um die Reparaturarbeiten an den Anlagen zu stören und zusätzlichen Schaden anzurichten. Die 96th Bomb Group war speziell den Flugzeugwerken in Augsburg zugewiesen.
Im Bereich von Mannheim begann der Feindkontakt und dauerte etwa eine Stunde und fünfzehn Minuten an. Deutsche Messerschmitt Bf 109-Flugzeuge, die als amerikanische P-51 getarnt waren und in amerikanischer Formation flogen, führten zur Verwirrung der amerikanischen Bordschützen und verzögerten das Gegenfeuer. Dadurch wurde „The Character“ als letztes von fünf Flugzeugen abgeschossen. Der Pilot, für den es die fünfte Mission war, stellte fest, dass das Flugzeug durch Flak schwer beschädigt wurde, wodurch wahrscheinlich die gesamte Funk- und Interkommunikation ausfiel. Nach dem Angriff auf das Ziel wurde die Maschine zuletzt mit ausgefallenem Motor Nr. 2 und brennendem Motor Nr. 4 gesichtet, wie sie anscheinend unter Kontrolle Richtung Schweiz flog.
Der Pilot brachte die Maschine auf eine Höhe von etwa 2400 Metern, wo die Besatzungsmitglieder im vorderen Teil des Flugzeugs absprangen. Da er befürchtete, dass die Besatzungsmitglieder im hinteren Teil des Flugzeugs das Signal zum Absprung nicht erhalten hatten, stellte der Pilot den Autopiloten ein und begab sich persönlich zu den Schützen, um ihnen die Anweisung zum Absprung zu geben. Anschließend kehrte er zurück, um die Kontrolle über das Flugzeug zu übernehmen und den Männern genug Zeit zum Absprung zu geben. Doch das Flugzeug stürzte plötzlich aus 2400 Metern Höhe ab. Der Pilot und einer der Schützen sprangen noch ab, jedoch in zu geringer Höhe. Der Pilot traf den Boden, kurz nachdem sich sein Fallschirm öffnete, und der Schütze schlug gegen einen Telefonmast. Das Opfer des Piloten erwies sich als vergeblich, da die Besatzungsmitglieder im hinteren Teil des Bombenschachts nicht mehr rechtzeitig abspringen konnten. Das Flugzeug stürzte bei Jetzendorf, etwa 40 Kilometer nordwestlich von München, ab.

## Besatzung
Drei Offiziere sowie ein weiterer Bordschütze überlebten den Flugzeugabsturz und gerieten in Kriegsgefangenschaft im Dulag Luft. Die Familien der Besatzungsmitglieder erhielten am 28. April 1944 die Nachricht, dass Sergeant Cyril J. Mullin als vermisst gemeldet wurde. Am 14. Juni 1944 wurde schließlich der Tod von Cyril durch den Kriegsminister bestätigt, nachdem das Deutsche Reich über das Internationale Rote Kreuz entsprechende Informationen übermittelt hatte. Die Deutschen berichteten über die Beerdigung von fünf Besatzungsmitgliedern der "The Character" am 15. April 1944 auf dem Friedhof Hochmutting bei Schleißheim, etwa 13 Kilometer nördlich von München.

## Erinnerung

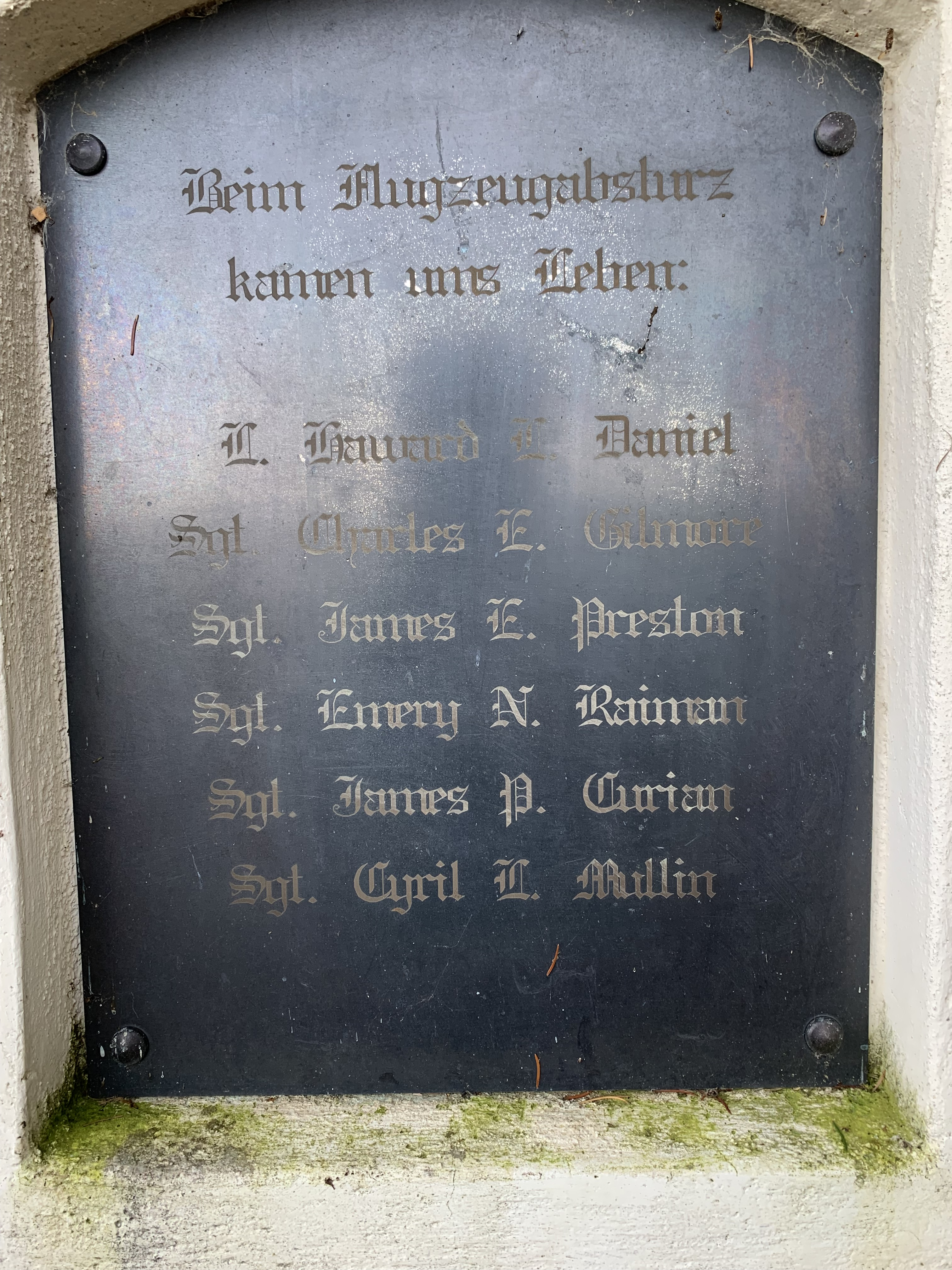
Namen der gefallenen Soldaten

Um an die gefallene Besatzung zu erinnern, wurde in Jetzendorf ein Denkmal errichtet. Auf dem Denkmal steht die Inschrift:
Gedenket im Gebete der Flugzeugbesatzung welche am 14. April 1944 hier ums Leben kam.
- L. Hauward
- L. Daniel
- Sgt. Charles E. Gilmore
- Sgt. James E. Preston
- Sgt. Emery N. Raiman
- Sgt. James P. Curian
- Sgt. Cyril L. Mullin

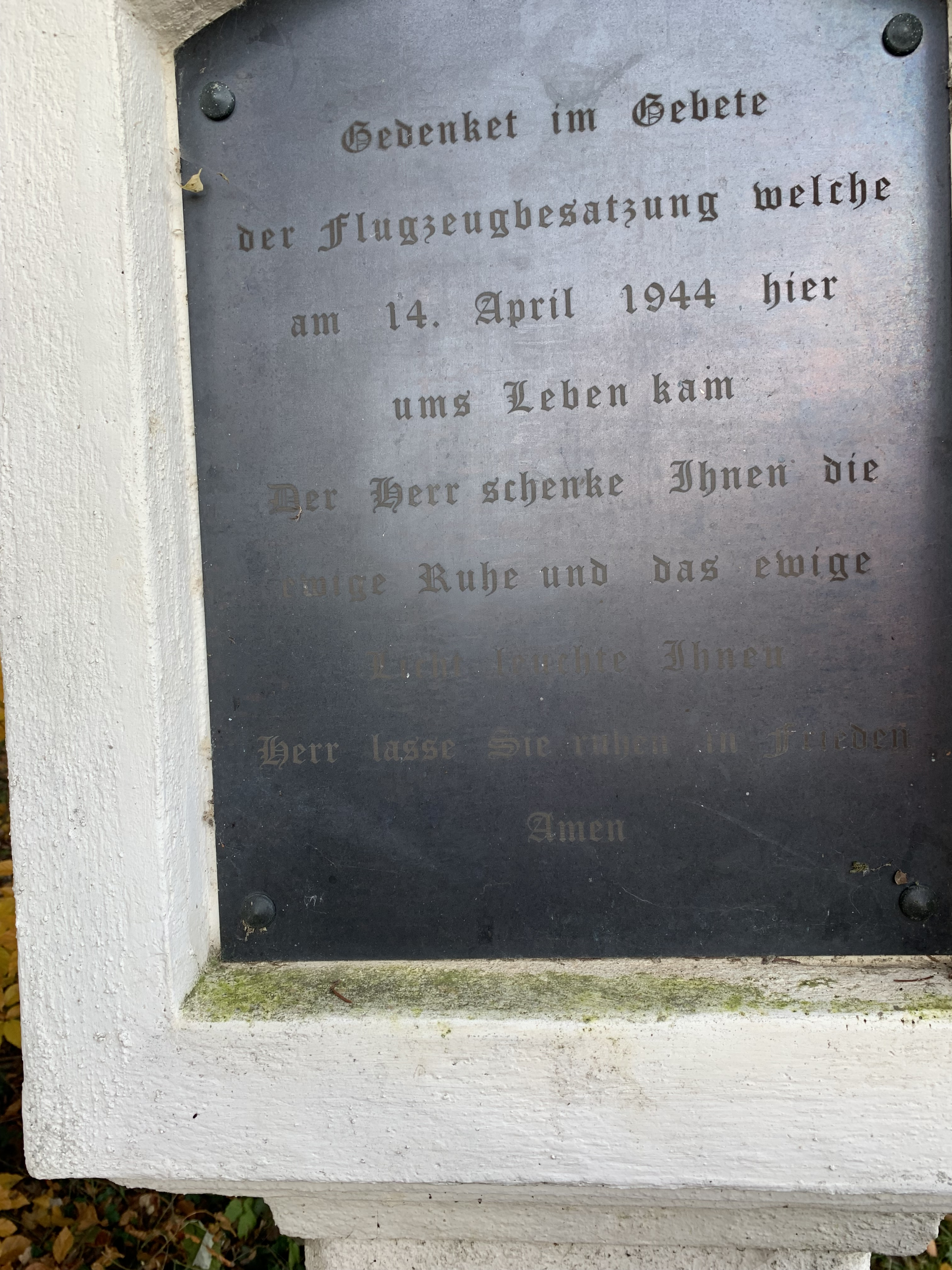
Inschrift der Gedenktafel

Das Denkmal dient der Erinnerung an die Opfer des Absturzes und ist ein Symbol der Versöhnung und des Gedenkens an die Verluste, die der Krieg für beide Seiten bedeutete. Es erinnert daran, dass junge Menschen unterschiedlicher Nationen ihr Leben verloren.
Der Absturz der „The Character“ war kein Einzelfall bei den zahlreichen Einsätzen alliierter Bomberbesatzungen im Zweiten Weltkrieg. Die Missionen dienten dem Ziel, die kriegswichtige Infrastruktur des nationalsozialistischen Deutschlands zu schwächen.